# Sân bay Sukhothai
Sân bay Sukhothai (IATA: THS, ICAO: VTPO) là một sân bay tại thị xã Sukhothai, tỉnh Sukhothai của Thái Lan. Sân bay này có một đường cất hạ cánh dài 2.100 m, bề mặt rải bê tông nhựa.

## Các hãng hàng không và các tuyến điểm
Hiện chỉ có 1 hãng hàng không hoạt động tại đây:
- Bangkok Airways (Bangkok, Chiang Mai)